# 906-й стрелковый полк
906-й стрелковый полк  — воинская часть (стрелковый полк) РККА ВС Союза ССР, в Великой Отечественной войне, входил в состав 243-й стрелковой дивизии.
Сокращённое действительное наименование формирования применяемое в служебных документах — 906 сп.

## История
Полк был сформирован в Ярославской области в первые дни войны. Снаряжён и обмундирован был за счёт ресурсов области, рабочие ярославских и рыбинских предприятий изготовили всё необходимое для его экипировки. 16 июля 1941 года полк в составе своей дивизии был отправлен на фронт.
В июле 1941 года одним из важнейших участков борьбы было Смоленское направление.
Прибыв в город Селижарово, формирование в составе дивизии совершил оттуда трудный марш через Андреаполь, Торопец, Старую Торопу и вышел в район Севастьянова.
906 сп временно был передан в оперативное подчинение на усиление 252-й стрелковой дивизии.

## 1942 год
- 30 июля полк под командованием Андреева провал передний край обороны противника на фронте 2,5 км. Данная оборона готовилась противником 6 месяцев. Полк выбил противника из 4 населенных пунктов, отбил вражеские контратаки и уничтожил два пехотных батальона противника.

## 1943 год
- 10 февраля в боях на подступах к Ворошиловограду ПНШ капитан Балыбердин  принял командование от раненного комбата. Батальон выбил противника из села Ворошиловка и отразил контратаки. Балыбердин из пулемета уничтожил до 20 фашистов.
- 7 июля НШ Балыбердин  сохранил штаб, отбив нападение противника на штаб лично возглавив контратаку и уничтожив 13 фашистов.

## 1944 год
- 22 февраля в бою в районе села Большая Костромка пропал без вести командир полка майор Балыбердин. Был тяжело ранен в бедро и взят в плен будучи без сознания.
- 28 марта при освобождении Николаева бойцы 906 сп в одном из бараков нашли раненного, пленного майора Балыбердина. Балыбердин отправлен в медсанбат 243 сд и исключен из списков пропавших без вести.

## Кавалеры ордена Ленина
- майор, подполковник Борисов Иван Федорович,1901 Описания подвига пока нет. Награды: Орден Отечественной войны II степени, Орден Красного Знамени, Орден Ленина, Медаль «За оборону Москвы», Медаль «За победу над Германией в Великой Отечественной войне 1941–1945 гг.»
- санитар санитарного взвода 1 сб 906 сп красноармеец Смердов Федор Иванович,1912 Ранен в августе 1941 года в районе Западной Двины. В январе -апреле1942 года вынес с боя боя 77 раненных бойцов и их оружием. В боях под деревней Демевкой вынес 46 раненных.
- санинструктор 1 сб старшина м/с  Зубов Михаил Ильич,1907 . С 7.7.1941 по 8.8.1942 вынес с поля боя 152 раненных бойца с их оружием. Также награжден медалью "За боевые заслуги" и орденом Красной Звезды. Последнее место службы: 53 сп .06.09.1943 умер от ран. Похоронен в Воронежская обл., Россошанский р-н, г. Россошь, кладбище

## Командиры полка
- майор, с 28.6.1942 подполковник Андреев Александр Васильевич,1904 ВКПб с 1930 г. До этого был НШ 906 сп .Погиб 10.9.1942 г при авиабомбежке в районе деревни Назарово (Ржевского р-на?). В боях с сентября 1941. Награды: Ордена Красного Знамени в ноябре 1941 ноябрь 1941 и августе 1942 года.
- ИО в 1943 г. майор, гв. подполковник Вальчак Николай Казимирович,1911 , затем зам.комдива 243 сд и 61 гв. сд.
- майор Григорян
- подполковник Страх Василий Петрович,1904 ( с .. до 25.10.1943), погиб 25.10.43 , канд.ВКПб, Награды: Орден Александра Невского, Орден Отечественной войны I степени. До 906 сп служил: командиром 1003-го Краснознаменного стрелкового полка 279-й стрелковой Лисичанской Краснознамённой дивизии ; ЗапФ 50 сд (50 сд, ЗапФ); ; 65 мотострелковая бригада.
- майор Балыбердин Александр Семенович,1912 (25.10.43?-22.2.44?), канд ВКПб, в 906 сп был ПНШ, НШ. Награжден Орденом Красного Знамени, орденом Красной Звезды.

## Комиссары, замы комполка
- Батальонный комиссар Горев Дмитрий Иванович,1903. ВКПб. Призван Кировским РВК Ярославля. Награды: Орден Красного Знамени , Медаль За Отвагу - за освобождение Калинина в составе 775 ап. Погиб 1.9.1942 г при авиабомбежке в районе деревни Назарово.
- Зам по полит. части майор Ступаков Иван Архипович,1903, до этого зам комбата по полит. части в 912 сп. Награды: Медаль «За победу над Германией в Великой Отечественной войне 1941–1945 гг.», Медаль «За взятие Будапешта»,Медаль «За освобождение Праги», Медаль «За победу над Японией», Орден Красной Звезды, Орден Ленина, Орден Красного Знамени, Орден Отечественной войны I степени, Орден Отечественной войны II степени.

## Комбаты, замкомбатов, ротные
- комбат 2 ст. л-т Войтко Трофим Александрович,1917 канд, член ВКПб, убит в бою 25.10.1943 г. Награжден посмертно Орденом Отечественной войны I степени.

## Бойцы, офицеры
- Зайцев Григорий Семенович